# Katherine Swynford

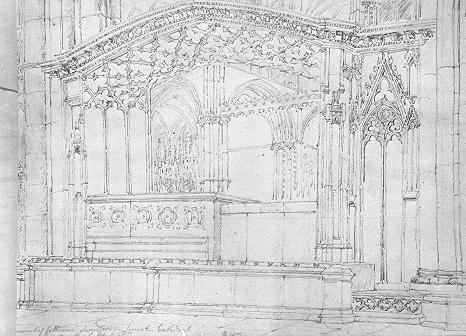
Het graf van Katherine Swynford

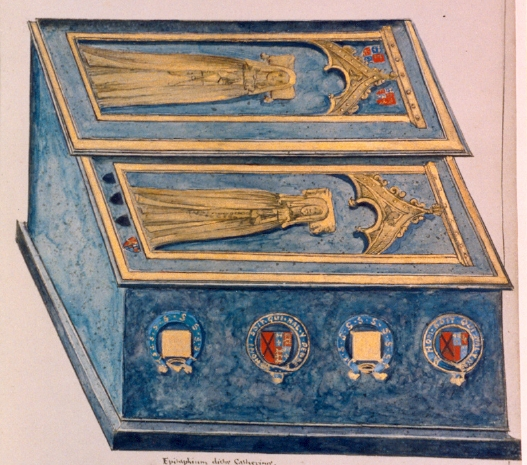
tekening uit 1640 van de graven in de kathedraal van Lincoln, van Katherine Swynford en haar dochter Joan Beaufort. Later zouden deze graven worden verwoest door de Roundheads, in 1644

Katherine Swynford (Mony (graafschap Henegouwen), ca. 1350 — Lincoln, 10 mei 1403) was de derde vrouw van Jan van Gent.
Katherine (ook geschreven als Katharine, Catherine, etc.) was de dochter van Payne (of Paen) de Roet (ook genoemd als Rouet of Roelt), een Vlaamse heraut afkomstig uit Henegouwen.
Rond het jaar 1366 trouwde Katherine op 16-jarige leeftijd met Hugh Swynford (of Synford), een Engelse ridder, met wie ze vervolgens twee of drie kinderen kreeg (Blanche en Thomas, en mogelijk ook Margaret, die later non werd in de Barking Abdij). Katherine ging werken in de huishouding bij Jan van Gent, de hertog van Lancaster, waarschijnlijk als de gouvernante van twee van diens kinderen. Later werd ze zijn minnares, terwijl haar zus Filippa, die werkte in de hofhouding van koningin Filippa van Henegouwen, trouwde met de dichter Geoffrey Chaucer, wiens elegie The Book of the Duchess de dood van Blanche door de pest in 1369 herdacht.
Jan van Gent trouwde in 1359 met Blanche van Lancaster. Na de dood van zijn tweede vrouw, Constance van Castilië, trouwde Jan van Gent uiteindelijk op 13 januari 1396 met Katherine in de kathedraal van Lincoln.
De vier kinderen die Katherine kreeg van Jan van Gent kregen de familienaam Beaufort toegekend en werden later met instemming van de paus erkend als wettige kinderen uit het huwelijk tussen Katherine en Jan. De Beauforts werden door koning Hendrik IV van Engeland door een clausule in de legitimation act buitenspel gezet waar het de troonopvolging betrof.
Het leven van Katherine Swynford is herhaaldelijk onderwerp geweest van historische romans, onder meer van de hand van Anya Seton (1954), Jean Plaidy, en Jeannette Lucraft (2006). Hierdoor is Katherine Swynford een populaire historische persoonlijkheid geworden.

## Nageslacht
Met Jan van Gent:
- Jan Beaufort, (1373 - 16 maart 1410) eerste graaf van Somerset, grootvader van Jacobus II van Schotland en overgrootvader van Hendrik VII van Engeland
- Henry Beaufort, (1375 - 11 april 1447) kardinaal van Beaufort.
- Thomas Beaufort, (1377 - 31 december 1426) eerste hertog van Exeter.
- Johanna Beaufort, (1379 - 13 november 1440) gravin van Westmorland, grootmoeder van Eduard IV van Engeland en Richard III van Engeland